# 1 Korpus Armijny (Imperium Rosyjskie)
1 Korpus Armijny (ros. 1-й армейский корпус, 1 ак) – związek taktyczno-operacyjny Armii Imperium Rosyjskiego. Utworzony w 1877, rozformowany na początku 1918.

## Struktura organizacyjna
Organizacja w 1914
- dowództwo i sztab – Petersburg
- 22 Dywizja Piechoty
- 24 Dywizja Piechoty
- 1 dywizjon artylerii haubic (1-й мортирно-артиллерийский дивизион)
- 1 batalion saperów (1-й сапёрный батальон)
- 7 batalion pontonowy (7-й понтонный батальон)
- 1 kompania telegraficzna (1-я искровая рота)

## Podporządkowanie
- 2 Armii (22 września 1914 – 23 stycznia 1915)
- 12 Armii (17 lutego – 24 lipca 1915)
- 1 Armii (12 sierpnia 1915 – 1 lutego 1916)
- 2 Armii (3 marca – 1 maja 1916)
- 10 Armii (2 maja – 1 czerwca 1916)
- 8 Armii (od 20 czerwca 1916)
- Armii Specjalnej (27 lipca – 15 września 1916)
- 9 Armii (1 lutego – 1 sierpnia 1917)
- 1 Armii (18 kwietnia – grudzień 1917)

## Dowódcy Korpusu
- Aleksandr Pietrowicz Barclay de Tolly-Weymarn, generał-lejtnant, od 1882 roku generał piechoty (19 lutego 1877 – 19 stycznia 1888)
- Michaił Pawłowicz Daniłow, generał-lejtnant, od 1892 roku generał piechoty (19 stycznia 1888 – 26 maja 1896)
- Fieofił Jegorowicz Meyendorff, generał-lejtnant, od 1898 roku generał kawalerii, od 1905 roku generał-adiutant (26 maja 1896 – 19 grudnia 1905)
- Nikołaj Iudowicz Iwanow, generał-lejtnant (19 grudnia 1905 – 6 listopada 1906)
- Anton Jegorowicz Zalca, generał-lejtnant, od 1908 roku generał piechoty (9 listopada 1906 – 8 czerwca 1908)
- Władimir Nikołajewicz Nikitin, generał-lejtnant, od 1910 roku generał artylerii (8 czerwca 1908 – 11 marca 1911)
- Leonid Konstantinowicz Artamonow, generał-lejtnant, od 1913 roku generał piechoty (11 marca 1911 – 18 sierpnia 1914)
- Leonid-Otto Ottowicz Sirelius, generał piechoty (18 sierpnia 1914 – 30 sierpnia 1914)
- Aleksandr Aleksandrowicz Duszkiewicz, generał-lejtnant, od 1915 roku generał piechoty (6 października 1914 – 13 kwietnia 1916)
- Wasilij Timofiejewicz Gawriłow, generał-lejtnant (18 kwietnia 1916 – koniec 1916)
- Nikołaj Iljicz Bułatow, generał-lejtnant (koniec 1916 – 2 kwietnia 1917)
- Aleksandr Siergiejewicz Łukomski, generał-lejtnant (2 kwietnia 1917 – 2 czerwca 1917)
- Leonid Mitrofanowicz Bołchowitinow, generał-lejtnant (15 czerwca 1917 – ?)